# Canopus Rocks
Die Canopus Rocks sind zwei kleine und niedrige Rifffelsen vor der Mawson-Küste des ostantarktischen Mac-Robertson-Lands. Im östlichen Teil der Holme Bay liegen sie 1,5 km nordwestlich von Canopus Island.
Kartiert wurden sie anhand von Luftaufnahmen, die 1958 im Rahmen der Australian National Antarctic Research Expeditions entstanden. Das Antarctic Names Committee of Australia (ANCA) benannte sie in Zusammenhang mit der Benennung von Canopus Island, deren Namensgeber der Stern Canopus ist.